# Liste der denkmalgeschützten Objekte in Slaný
Grundlage dieser Liste der denkmalgeschützten Objekte in Slaný ist die ÚSKP-Liste (Ústřední seznam kulturních památek České republiky, deutsch Zentrale Liste der Kulturdenkmäler der Tschechischen Republik), die von der tschechischen Denkmalschutzbehörde NPÚ (Národní památkový ústav, deutsch Nationale Denkmalbehörde) seit 1987 geführt wird und an die seit dem Jahr 1850 geschaffenen Listen anschließt.

## Denkmalgeschützte Objekte nach Ortsteilen

### Slaný

#### Stadtteil Historische Altstadt
| Lage                                                              | Objekt                                              | Beschreibung | ÚSKP-Nr.                  | Bild              |
| ----------------------------------------------------------------- | --------------------------------------------------- | --- | ------------------------- | ----------------- |
| Slaný, mj. Velvarská Nr. 137 (Standort)                           | Stadtbefestigungen                                  | Die Stadtbefestigung umgibt den historischen Kern. Das Befestigungssystem bestand aus einer Hauptmauer mit prismatischen Türmen, einem Zwinger, einer Zwingermauer mit Bastionen verschiedener Art, einem Wassergraben und einem Wall. Die Stadt hatte vier Tore - Pražská im Südosten, Velvarská im Norden, Louny im Westen und Všehlušická im Südosten. Teile der Befestigung sind erhalten geblieben. Heute bestehen die Befestigungen aus der Hauptmauer, einer Vorburg mit Vorburgmauer und dem Velvar-Tor. | 17463/2-563 Info Katalog  | weitere Bilder    |
| Slaný, Masarykovo náměstí, Nr. 1842/1 (Standort)                  | Brunnen                                             | Der Sandsteinbrunnen besteht aus einem quadratischen Becken mit einer reich verzierten Brüstung und einem Zentralbrunnen mit vier Löwenköpfen, auf denen dreistöckige Schalen ruhen. Der Brunnen ist eine Nachbildung eines Renaissance-Werks aus dem Jahr 1529, das 1873 angefertigt wurde. | 42273/2-585 Info Katalog  | weitere Bilder    |
| Slaný, Masarykovo náměstí 9/1, Štechova (Standort)                | Nedvědovský Haus                                    | Zweigeschossiges Haus mit tiefem Grundriss und polygonalem Erker. Die Fassade wird durch plastisch gestaltete Faschen und ein bossiertes Portal betont. Es wurde ein ursprünglich mittelalterliches Haus im Renaissancestil umgebaut (Fassade mit Erkerfenster, Portal, Gewölbe). Weitere Anpassungen erfolgten im 19. und 20. Jahrhundert. | 16012/2-569 Info Katalog  | weitere Bilder    |
| Slaný, Masarykovo náměstí Nr. 8, Štechova Nr. 8 (Standort)        | Masaryk-Platz Nr. 8                                 | Reihenhaus, überdacht mit einem Giebeldach auf mittelalterlichem Grundriss. Es gehört zu den wertvollsten Häusern der Stadt. Mittelalterliches Gebäude aus dem 14. Jahrhundert mit Renaissance-, Barock- und klassizistischen Modifikationen. Moderne Anpassungen von 1913 und 1971. | 32704/2-4066 Info Katalog | weitere Bilder    |
| Slaný, Masarykovo náměstí Nr. 4 (Standort)                        | Haus Ungelt                                         | Ungelt Stadthaus. Der Komplex des Bürgerhauses (Teil des Hofes) wird durch eine Mauer mit einem Tor begrenzt. Kern ist ein zweistöckiges Reihenwohngebäude mit rechteckigem Grundriss. Das im Kern gotische Haus wurde nach und nach im Renaissance-, Barock- und Klassizismusstil umgebaut. | 19194/2-568 Info Katalog  | weitere Bilder    |
| Slaný, Masarykovo náměstí 3/5 (Standort)                          | Rathaus                                             | Zweistöckiges Reihenhaus in Längsrichtung mit einem prismatischen Turm in der Südwestecke und einer strukturierten Fassade. Das Haus mittelalterlichen Ursprungs wurde im Renaissancestil erweitert. Weitere Umbauten erfolgten in der zweiten Hälfte des 18. Jahrhunderts. Weitere Veränderungen im 19. Jahrhundert. | 35423/2-567 Info Katalog  | weitere Bilder    |
| Slaný, Masarykovo náměstí 2/6 (Standort)                          | Masaryk-Platz Nr. 2                                 | Mehrgeschossiges Reihenhaus mit markanter Fassade und reich verzierter Dachgaube. Das ursprünglich mittelalterliche Gebäude wurde im Renaissancestil und später im klassizistischen Stil umgebaut. | 10079/2-4265 Info Katalog | weitere Bilder    |
| Slaný, Masarykovo náměstí 1/7, Masnokrámská (Standort)            | Herrenhaus                                          | Zweistöckiges Eckhaus mit Mansardendach. Das frühbarocke Gebäude (erhaltener Grundriss) wurde an der Stelle von drei gotischen Häusern (erhaltene Keller) errichtet und im späten 18. Jahrhundert im klassizistischen Stil (Fassade) rekonstruiert. Der Stadtpalast wurde im 17. und 18. Jahrhundert von den Grafen von Martinice genutzt, als die Stadt zu ihrem Herrschaftsbereich gehörte. | 29047/2-566 Info Katalog  | weitere Bilder    |
| Slaný, Masnokrámská 86/2, Masarykovo náměstí (Standort)           | Masokrámská Nr. 86                                  | Stadthaus. Zweigeschossiges Eckhaus mit Ziegeldach und symmetrisch gegliederter Fassade. Das ursprünglich gotische Gebäude wurde im Renaissancestil (erhaltener Grundriss) erweitert und im barocken und klassizistischen Stil umgebaut. | 19347/2-577 Info Katalog  | weitere Bilder    |
| Slaný, Kynského Nr. 134 (Standort)                                | Haus U Libuše                                       | Stadthaus U Libuše (U Vojnů). In der Mündung der Straße an der nordwestlichen Ecke des Masaryk-Platzes. Zweigeschossiges Reihenhaus mit einfach gegliederter Fassade und Mansardendach. Das mittelalterliche Gebäude (erhaltene Keller) wurde in der Renaissance erheblich umgebaut; Halle mit einem zur Säule gewölbten Kreuzgewölbe. Weitere Bauarbeiten fanden im 18., 19. und 20. Jahrhundert statt. | 36999/2-578 Info Katalog  | weitere Bilder    |
| Slaný, Masarykovo náměstí 160/19, Fričova (Standort)              | Hotel Pošta                                         | Hotel Pošta. Freistehendes, zweistöckiges, dreiflügeliges Gebäude mit klassizistischer Fassade, das auf dem U-förmigen Grundriss errichtet und mit einer Mansarde und einem Satteldach gekrönt wurde. Das Haus aus dem Jahr 1687 wurde nach einem Brand im Jahr 1795 wieder aufgebaut und 1894 weiter umgebaut. | 24764/2-580 Info Katalog  | weitere Bilder    |
| Slaný, Masarykovo náměstí 159/20, Vinařického, Fričova (Standort) | Piaristenkolleg mit der Kapelle Unserer Lieben Frau | Piaristenkolleg mit der Kapelle Unserer Lieben Frau: St. 16, 17, s. 121. Das Zentrum des Komplexes ist ein massives, freistehendes, zweistöckiges Wohnheimgebäude mit der Kapelle Unserer Lieben Frau. Die Anlage wurde in der zweiten Hälfte des 17. Jahrhunderts erbaut und im Renaissancestil umgebaut. Die Liebfrauenkapelle befindet sich in der südwestlichen Ecke des Gebäudes. Auf der östlichen Seite befindet sich ein Garten, der von einer Stützmauer umgeben ist, die gegenüber dem umgebenden Gelände erhöht ist. Das Gebäude beherbergt das Heimatmuseum, das städtische Kino und die Bibliothek von Václav Štech.                                                                               | 31401/2-579 Info Katalog  | weitere Bilder    |
| Slaný, Fričova 149/9 (Standort)                                   | Synagoge                                            | Synagoge und Umfassungsmauer mit Tor. Auffallend hohes Gebäude auf rechteckigem Grundriss mit historisierender Fassade und steilem Satteldach. Das Gebäude, das in Längsrichtung in weltliche und religiöse Teile unterteilt ist, wurde 1865 erbaut und in der zweiten Hälfte des 20. Jahrhunderts erheblich umgebaut. Der Komplex, der aus dem Synagogengebäude selbst und der Umfassungsmauer besteht, ist über ein Säulentor von der Fričova-Straße aus zugänglich. Das Gebäude wurde teilweise auf der gotischen Bastion der Zwingerbefestigung erbaut. In den 1960er Jahren wurde die Synagoge zu Wohnungen und später zu einem Archiv umgebaut. Heute befindet sich eine Polizeistation darin.            | 20692/2-3036 Info Katalog | weitere Bilder    |
| Slaný, Nr. 180 a Vinařického 15/14 (Standort)                     | Kirche St. Gotthard                                 | Kirche St. Gottharda: Große, dominierende Sakralanlage mit einer bedeutenden Kirche aus dem 12. Jahrhundert. Die dreischiffige Basilika mit polygonaler Oberfläche wurde im Mittelalter schrittweise erweitert, und ihr gotisches Erscheinungsbild wurde nur von geringfügig barockisiert. Das Gebäude befindet sich auf einer Terrasse, die an der Ost- und Südseite von einer Stützmauer getragen wird. Dort befindet sich die Kirche, ein ehemaliger Friedhof und das Presbyterium. | 41891/2-564 Info Katalog  | weitere Bilder    |
| Slaný, Vinařického 16/12 (Standort)                               | Dekanat                                             | Dekanat, St. 179, s. 99/1, 100. Der Kern des Komplexes (Wohnhaus und Getreidespeicher von einer Mauer mit Tor begrenzt) ist ein zweigeschossiges Dekanat auf dem L-förmigen Grundriss, mit einem Walmdach und Erker. Mittelalterlichen Ursprungs wurde es in Renaissance, Barock und Klassizismus umgebaut. | 27570/2-572 Info Katalog  | weitere Bilder    |
| Slaný, Vinařického 14/10, Štechova (Standort)                     | Modletický dům                                      | Modletický Stadthaus. Das massive Zweiflügelhaus in einer exponierten Ecklage zwischen den Straßen Vinařického und Štechova ist durch einen kurzen Abschnitt der Umfassungsmauer mit einem segmentierten Tor von der Štechova-Straße abgeschlossen. Freistehendes Haus mit erhaltenem mittelalterlichen Kern und skulpturaler Dekoration, insbesondere in Form eines steinernen Renaissance-Portals. Die komplexe bauliche Entwicklung des Hauses spiegelt noch heute seine Geschichte vom Ende des 13. Jahrhunderts bis in die Gegenwart wider. | 44943/2-571 Info Katalog  | weitere Bilder    |
| Slaný, Vinařického 12/6, Štechova Nr. 56 (Standort)               | Vinařického Nr. 12, Štechova Nr. 56                 | Stadthaus. Reihenhaus mit einfacher glatter Fassade und Satteldach. Das im Kern mittelalterliche Gebäude wurde im Barockstil und im klassizistischen Stil umgebaut. Weitere geringfügige Änderungen erfolgten im 19. und 20. Jahrhundert. Haus Nr. 56 ist die Rückseite von Haus Nr. 12. Das Haus des Malers Josef Matěj Navrátil; eine Gedenktafel an der Fassade (von Václav Nejtek). | 22927/2-570 Info Katalog  | weitere Bilder    |
| Slaný, Štechova 34/4 (Standort)                                   | Maňasovský dům                                      | Stadthaus Maňasovský. Reihenhaus mit einfach gegliederter symmetrischer Fassade, verziert mit Skulpturen (menschliche und tierische Figuren, 16. Jahrhundert). Das Gebäude mittelalterlichen Ursprungs mit seinem erhaltenen Grundriss und den Hauptstrukturen wurde im klassizistischen Stil umgebaut. | 31813/2-573 Info Katalog  | weitere Bilder    |
| Slaný, Soukenická 71/8 (Standort)                                 | Soukenická Nr. 71                                   | Stadthaus. Reihenhaus mit Mansardendach aus der zweiten Hälfte des 18. Jahrhunderts mit erhaltenem Grundriss und tragenden und nichttragenden Elementen. Das mittelalterliche Gebäude (erhaltene Keller) wurde im Barockstil umgebaut. | 32122/2-576 Info Katalog  | Soukenická Nr. 71 |
| Slaný, Soukenická 53/17, Nr. 187 (Standort)                       | Soukenická Nr. 53 und 187                           | Stadthaus. Ein zweistöckiges barockes Bürgerhaus mit klassizistischer Fassade und mehrgeschossigen Speichern. Wahrscheinlich wurde ein mittelalterliches Haus Ende des 18. Jahrhunderts erweitert und Anfang des 19. Jahrhunderts um Wirtschaftsgebäude ergänzt. Vorne ist ein zweistöckiges Haus mit einem Vorgarten, der durch einen Pfeilerzaun von der Straße abgegrenzt ist. Das Wohnhaus hat einen Hofflügel. Gegenüber befindet sich ein ehemaliger Getreidespeicher, heute ein Restaurant mit eigener Nr. 187, das um ein neues Erdgeschoss erweitert wurde. Im hinteren, westlichen Teil des Hofes befindet sich eine Umfassungsmauer, hinter der sich ein Garten neben der ehemaligen Mauer befindet. | 31206/2-574 Info Katalog  | weitere Bilder    |
| Slaný, Soukenická 58/25 (Standort)                                | Wirtshaus Zum Kranz                                 | Wirtshaus Zum Kranz. Reihenhaus auf rechteckigem Grundriss mit Satteldach. Die Fassade besticht durch Archivolten im Erdgeschoss und hohe Pilaster. Das Renaissancehaus wurde im klassizistischen Stil umgebaut. Ein Garten mit einer denkmalgeschützten Mauer in der Šultysova-Straße. Die Mauer wurde jedoch mit Ausnahme der beiden Pfeiler des Tors abgerissen, und auf dem Gartengrundstück wurde ein neues Kaufhaus mit Parkplatz gebaut. Die mittelalterliche Befestigungsanlage mit einer Bastei, die zum Haus Nr. 58 gehört, ist als Teil der Stadtbefestigung separat unter der Nummer 17463 / 2-563 eingetragen.                                                                                     | 19736/2-575 Info Katalog  | weitere Bilder    |
| Slaný, Dr. E. Beneše 99/1, Husova (Standort)                      | Sparkasse                                           | Sparkasse. Das zweigeschossige funktionalistische Eckgebäude wurde 1930 nach einem Projekt von Jan Rejchl erbaut und an der Fassade mit allegorischen Figuren des Bildhauers Václav Nejtek verziert. Die Ecke des Gebäudes mit einer figürlichen Skulptur „Sparsamkeit“ in Lebensgröße. | 34471/2-4067 Info Katalog | weitere Bilder    |
| Slaný, Dr. E. Beneše 644/5, Šultysova (Standort)                  | Bezirkshaus                                         | Das Sozialhaus heißt District House. Das dominante zweistöckige Eckgebäude mit einer reichhaltigen Fassade im Stil des späteklektischen Historismus, der an die Formen der nordischen Renaissance anknüpft. Das ehemalige Bezirkshaus wurde 1902–1903 nach einem Projekt des Architekten Jan Vejrych erbaut. | 45275/2-4070 Info Katalog | weitere Bilder    |

#### Stadtteil Žižkova
| Lage                                              | Objekt                  | Beschreibung | ÚSKP-Nr.                  | Bild           |
| ------------------------------------------------- | ----------------------- | --- | ------------------------- | -------------- |
| Slaný, Šultysova 518/2, Wilsonova (Standort)      | Bezirkswirtschaftsunion | Bezirkswirtschaftsunion. Ein massives zweistöckiges Eckgebäude auf dem Grundriss in L-Form mit reichen Sgraffitos und Malereien aus der Neorenaissance. Das Haus wurde 1888 nach einem Projekt des Architekten Rudolf Štech aus dem Jahr 1883 erbaut. Im zweiten Stock des Gebäudes befinden sich in den Blindfenstern Gemälde der Wirtschaft und der Sparsamkeit von A. Hofbauer nach dem Entwurf von M. Aleš. | 10092/2-4249 Info Katalog | weitere Bilder |
| Slaný, Wilsonova 560/5, Divadelní (Standort)      | Wiehls Haus             | Stadthaus. Westlich des Zentrums, gegenüber dem Stadttheater. Das Haus wurde 1880 gebaut, Architekt Antonín Wiehl. Mit Motiven aus der frühen Florentiner Renaissance. Massives zweigeschossiges Eckhaus mit markanter Neorenaissance-Fassade (dörfliche Bosse, Sgraffito-Ornamentik), Walmdach. | 21934/2-582 Info Katalog  | weitere Bilder |
| Slaný, Smečenská, bei Nr. 574. st- 700 (Standort) | Nischenkapelle          | Nischenkapelle. Ungefähr 40 m südwestlich der Kreuzung der Straßen Smeenska und Ouvalova. Die winzige Nischenkapelle ist durch ihre reine Empirefassade außergewöhnlich. Sie wurde 1822 erbaut. | 28157/2-588 Info Katalog  | weitere Bilder |

#### Stadtteil Beim Gaswerk
| Lage                                           | Objekt                              | Beschreibung | ÚSKP-Nr.                 | Bild                                |
| ---------------------------------------------- | ----------------------------------- | --- | ------------------------ | ----------------------------------- |
| Slaný, Třebízského 163/5, Pastýřská (Standort) | Das Wirtshaus von T'eb'zska Nr. 163 | Wirtshaus. Historisch wertvolles, reich verziertes vielfach gegliedertes Gebäude. Stallungen, Wirtschaftsgebäude. Der Gasthof wurde vor 1840 erbaut, enthält aber auch ältere Gebäudeteile. Hauptsächlich klassizistisch. | 26264/2-581 Info Katalog | Das Wirtshaus von T'eb'zska Nr. 163 |

#### Stadtteil Beim Krankenhaus
| Lage                                         | Objekt              | Beschreibung | ÚSKP-Nr.                 | Bild           |
| -------------------------------------------- | ------------------- | --- | ------------------------ | -------------- |
| Slaný, Palackého, Nr. 363/1 (Standort)       | Getreidespeicher    | Getreidespeicher: Speicher, Treppe. Außergewöhnlicher einstöckiger Getreidespeicher mit Giebelfassade, der im ersten Stock über eine monumentale Treppe zugänglich ist. Das Gebäude, ursprünglich Teil eines großen Hofes, wurde in der ersten Hälfte des 18. Jahrhunderts erbaut.                                                                                      | 45946/2-583 Info Katalog | weitere Bilder |
| Slaný, Hlaváčkovo náměstí Nr. 221 (Standort) | Franziskanerkloster | Franziskanerkloster, St. 404, 405, 407, 408, 1703, S. 180, 189, 192/1, 192/2, 1131,2, 1131/3. Der frühbarocke Komplex wurde in den Jahren 1655–1662 auf dem Hügel nordöstlich der Stadt, früher Auf Golgota genannt, errichtet und wird Giovanni Domenico Orsi de Orsini zugeschrieben. Kleinere Renaissancekirche, die heute der Heiligen Dreifaltigkeit gewidmet ist. | 32450/2-565 Info Katalog | weitere Bilder |
| Slaný, Lázeňská Nr. 566 (Standort)           | Jüdischer Friedhof  | Jüdischer Friedhof, am nordöstlichen Stadtrand, hinter dem Stadtfriedhof (Zugang über die Na Vinici Straße, an der Rückseite des Stadtfriedhofs). Ein kleinerer Friedhof mit 97 Grabsteinen, wurde im Jahr 1881 gegründet. Der Komplex besteht aus einem eigenen Friedhofsfeld, umgeben von einer durchgehenden Mauer mit mehreren Toren, und Zeremonienhalle.          | 103977 Info Katalog      | weitere Bilder |

#### Stadtteil Háje
| Lage                                                                                | Objekt            | Beschreibung | ÚSKP-Nr.                 | Bild           |
| ----------------------------------------------------------------------------------- | ----------------- | --- | ------------------------ | -------------- |
| Slaný, 1 km hinter der Ortschaft an der Landstraße nach Velvary, Nr. 579 (Standort) | St. Wenzelskirche | St. Wenzelskirche. Reste der ehemaligen Siedlung Véclava, Ovary (Slana). Einschiffige Kirche mit siebenseitigem abgesetzten Presbyterium und Fassade mit Glocke. Das spätgotische Gebäude wurde im 16. Jahrhundert erbaut. Mitte des 17. Jahrhunderts restauriert, im 19. Jahrhundert erweitert. Weitere Reparaturen an den Räumlichkeiten, einschließlich der Tore, stammen aus dem späten 19. Jahrhundert. | 23587/2-590 Info Katalog | weitere Bilder |

#### Stadtteil Unter den Slánsker Bergen
| Lage                                              | Objekt             | Beschreibung | ÚSKP-Nr.                  | Bild           |
| ------------------------------------------------- | ------------------ | --- | ------------------------- | -------------- |
| Slaný, U Brodu Nr. 348 (Standort)                 | Wassermühle        | Wassermühle. Das freistehende, massive Neorenaissance-Gebäude auf einem rechteckigen Grundriss ist ein Überbleibsel einer Renaissancemühle, die nach einem Brand 1869 nach einem Projekt eines bisher unbekannten Architekten klassizistisch umgewandelt wurde. | 36175/2-4069 Info Katalog | weitere Bilder |
| Slaný, Pod Horou 319/23 (Standort)                | Unter dem Berg 319 | Ein Stadthaus. Östlich des Zentrums, in der Nähe des Beginns des Lehrpfades Slánská hora. Eingeschossiges freistehendes Gebäude auf einem deutlich rechteckigen Grundriss, mit einer einfach gegliederten Fassade, mit einem Satteldach mit modernen Dachgauben. Das Mehrfamilienhaus für die untere soziale Klasse wurde um 1840 erbaut und im 20. und 21. Jahrhundert angepasst. | 42236/2-4068 Info Katalog | weitere Bilder |
| Slaný, Pražská, bei Nr. 378, Nr. 553/1 (Standort) | Getreidespeicher   | Getreidespeicher. Im Stadtteil „Prager Vorstadt“ ca. 80 m von Prager Straße, in Hanglage in der Mitte eines ehemaligen Bauernhofes, 378. Monumentale viergeschossige Steinkonstruktion auf rechteckigem Grundriss. Das Walmbdach ist untypisch flach. Typischer alleinstehender Speicher aus der ersten Hälfte des 19. Jahrhunderts.                                               | 45744/2-584 Info Katalog  | weitere Bilder |

#### Stadtteil Auf den Slánsker Bergen
| Lage             | Objekt            | Beschreibung | ÚSKP-Nr.                 | Bild           |
| ---------------- | ----------------- | --- | ------------------------ | -------------- |
| Slaný (Standort) | Burg Slénské Hora | Befestigte Höhensiedlungen - Befestigungsanlagen von Slánská Hora, archäologische Spuren. Das Gelände enthält Reste der bronzezeitlichen Festung, am östlichen Stadtrand. Die Besiedlung fand von der Altsteinzeit bis zum frühen Mittelalter statt. Die befestigten Höhensiedlungen gehören zu einem System von Befestigungsanlagen innerhalb der Řivnáčsker Kultur. Die trapezförmige Plattform auf der Spitze des Berges war bereits in der Kupfersteinzeit bewohnt, als das Gebiet mit Palisaden befestigt wurde. Die Wälle stammen aus der älteren Bronzezeit. | 14957/2-699 Info Katalog | weitere Bilder |

#### Stadtteil Těhule
| Lage                                                                          | Objekt                      | Beschreibung | ÚSKP-Nr.                  | Bild           |
| ----------------------------------------------------------------------------- | --------------------------- | --- | ------------------------- | -------------- |
| Slaný, Wäldchen oberhalb Kvíčkem, südlich der Ortschaft, Nr. 595 (Standort)   | Kapelle des Heiligen Grabes | Kapelle des Heiligen Grabes. Nicht geostetes Gebäude in Längsrichtung mit fünfeckiger Oberfläche; Chor durch blinde Arkaden geteilt. Das Flachdach trägt eine hohe sechseckige Laterne. Eine Kopie der Kapelle über dem Grab Christi in Jerusalem von 1665 mit Änderungen aus dem 19. Jahrhundert. Die von Graf B. I. Martinic gebaute Variante des Slaný Barock. | 29137/2-591 Info Katalog  | weitere Bilder |
| Slaný, Kvíč Nr. 5, jetzt Revolučni im kleinen Park bei der Kapelle (Standort) | Portal zum Hofeingang Nr. 5 | Hof, von dem nur: Eingangstor. Das Tor zum nicht mehr existierenden Hof des Grafen Martinice (Nr. 5) wurde 1580 datiert und 1726 modifiziert (Embleme der Martinic- und Sternberg-Familie). | 53862/2-3029 Info Katalog | BW             |

### Kvíček
| Lage                                     | Objekt                                     | Beschreibung | ÚSKP-Nr.            | Bild           |
| ---------------------------------------- | ------------------------------------------ | --- | ------------------- | -------------- |
| Kvíček, K. H. Borovského 37/2 (Standort) | Villa des Fabrikbesitzers Ferdinand Přibyl | Die zweigeschossige Villa mit unregelmäßigem Grundriss ist zusammen mit dem Park Teil eines Komplexes, der von einer Mauer mit Toren umgeben ist. Sie wurde zwischen 1939 und 1940 nach einem Entwurf von Vilibald Hieke erbaut. Die Villa zeichnet sich durch romantische Elemente aus. | 106313 Info Katalog | weitere Bilder |

### Lotouš
| Lage                                 | Objekt        | Beschreibung | ÚSKP-Nr.                  | Bild           |
| ------------------------------------ | ------------- | --- | ------------------------- | -------------- |
| Lotouš, Lotouš 28 (Standort)         | Gehöft Nr. 28 | Landhaus. Das Anwesen besteht aus einem mehrgeschossigen Wohnhaus auf einem rechteckigen Grundriss, der zum Hof hin offen ist, und einem mehrgeschossigen Getreidespeicher, der durch eine einfache, kunstvoll dekorierte Fassade akzentuiert wird. Die Gebäude gehen auf die Wende vom 18. zum 19. Jahrhundert zurück. | 24283/2-549 Info Katalog  | weitere Bilder |
| Lotouš, Dorfplatz, Nr. 42 (Standort) | Kapelle       | Kleine Kapelle auf rechteckigem Grundriss mit hohem Glockenaufsatz. Die Fassade hat einen auffällig konisch zulaufenden Sockel. Das Gebäude stammt aus der zweiten Hälfte des 18. Jahrhunderts. | 32065/2-4071 Info Katalog | weitere Bilder |

### Trpoměchy
| Lage | Objekt        | Beschreibung | ÚSKP-Nr.                 | Bild |
| --- | ------------- | --- | ------------------------ | ---- |
| Trpoměchy, auf der rechten Seite der alten Landstraße von Slaný nach Třebíze, ungefähr 500 m (380 m) nach dem Abzweig nach Trpoměchy (Standort) | Loskotův kříž | Sühnekreuz. Sandsteinstele mit Kreuzrelief, Aufschrift „ZDE VZAL SVÉ KONCE GIRZI LOSKOT“ (deutsch: Hier fand Girzi Loskot sein Ende), datiert 1753 auf der Vorderseite. Es wurde 2007 gestohlen. | 16348/2-587 Info Katalog | BW   |

### Otruby
| Lage                      | Objekt                        | Beschreibung | ÚSKP-Nr.                  | Bild           |
| ------------------------- | ----------------------------- | --- | ------------------------- | -------------- |
| Otruby, Nr. 20 (Standort) | Kirche St. Jakobus der Ältere | Kirche St. Jakobus der Ältere. Eine einschiffige Kirche mit einem polygonalen, leicht eingerückten Chor und einem vom Dach aufragenden Turm. Bereich durch Umfassungsmauer begrenzt. Das ursprünglich gotische Gebäude wurde Ende des 18. Jahrhunderts nach den Plänen von Achille Wolf im neugotischen Stil umgebaut. Die Kirchenanlage befindet sich auf einem Hügel im nördlichen Teil der Siedlung Lidice Dvůr, die etwa 1 km südwestlich von Otrub liegt. Die Kirche steht in der Mitte eines Friedhofs, der von einer Mauer begrenzt wird. Eine direkte Treppe führt zum Eingangstor im südwestlichen Teil der Umfassungsmauer. | 16083/2-4072 Info Katalog | weitere Bilder |

### Želevčice
| Lage                              | Objekt           | Beschreibung | ÚSKP-Nr.                  | Bild             |
| --------------------------------- | ---------------- | --- | ------------------------- | ---------------- |
| Želevčice, Želevčice 6 (Standort) | Hof Nr. 6        | Hof. Massives freistehendes zweistöckiges Gebäude mit einer einfachen glatten Fassade und einem Mansardendach. Das Wohnhaus aus der Mitte des 18. Jahrhunderts war Teil eines großen Hofes. Das Herrenhaus steht an der Straße, westlich des Getreidespeichers. Das rechteckige Gebäude ist mit einem Mansardendach mit Keramikfliesen gedeckt. An der Westfassade ist ein moderner unterer Kurzflügel angebracht. | 19306/2-4009 Info Katalog | Hof Nr. 6        |
| Želevčice, Nr. 54 (Standort)      | Getreidespeicher | Der zweigeschossige Getreidespeicher auf einem rechteckigen Grundriss, ergänzt durch zwei Dachgeschosse, ist mit einem Walmdach überdacht. Der Getreidespeicher aus der Mitte des 18. Jahrhunderts ist Teil des ehemaligen Herrenhauses. | 46004/2-4008 Info Katalog | Getreidespeicher |

### Dolín
| Lage                                  | Objekt                              | Beschreibung | ÚSKP-Nr.                 | Bild           |
| ------------------------------------- | ----------------------------------- | --- | ------------------------ | -------------- |
| Dolín, Dorfmitte, Nr. 14/1 (Standort) | Kirche der Heiligen Simon und Judas | Kirche St. Simon und Judas. Neugotische einschiffige Kirche (Umgebung von einer Mauer mit Leichenhalle begrenzt) mit einem polygonalen Chor und einem prismatischen Turm. Der Kern des mittelalterlichen Gebäudes wurde zu Beginn des 20. Jahrhunderts erweitert. Jugendstilgemälde nach dem Entwurf von Karel Vítězslav Mašek. | 21936/2-486 Info Katalog | weitere Bilder |